# Dominik Neuman
Dominik Neuman (ur. 23 października 1995 w Brnie) – czeski kolarz szosowy.

## Osiągnięcia
Opracowano na podstawie:

2018
- 1. miejsce w mistrzostwach Czech (jazda drużynowa na czas)

2019
- 3. miejsce w Visegrad 4 Bicycle Race Grand Prix Slovakia

2021
- 2. miejsce w mistrzostwach Czech (start wspólny)

2022
- 3. miejsce w Circuit des Ardennes

## Rankingi
| Rok             | 2017  | 2018  | 2019 | 2020 | 2021 | 2022 | 2023 | 2024  |
| --------------- | ----- | ----- | ---- | ---- | ---- | ---- | ---- | ----- |
| World Ranking   | 2189. | 3077. | 870. | 734. | 669. | 909. | 927. | 1312. |
| UCI Europe Tour | 1426. | 2038. | 633. | 589. | 530. | 666. | -    | -     |
|                 |       |       |      |      |      |      |      |       |
| Źródło: UCI     |       |       |      |      |      |      |      |       |